# Altensteinia virescens
Altensteinia virescens es una orquídea de hábito terrestre originaria de  Suramérica.

## Descripción
Es una orquídea de tamaño pequeño a mediano, que prefiere el clima frío, teniendo un hábito creciente de orquídea terrestre con un corto tallo, erguido, a veces ramificado en la base  que lleva una roseta de hojas coriáceas, obovadas estrechas. Florece en la primavera en una inflorescencia terminal, erecta, de 20 cm de largo, densamente cubierta con muchas flores envueltas por grandes brácteas, glabras

## Distribución y hábitat
Se encuentra en Colombia y Ecuador en lugares húmedos de páramo y subpáramo a una altitud de alrededor de 2800 a 3500 metros.

## Taxonomía
El género fue descrito por John Lindley y publicado en Annals and Magazine of Natural History 15: 385. 1845.
Etimología
Altensteinia: nombre genérico que le fue dado en honor del Baron von Stein zum Altenstein.
virescens: epíteto latino que significa "que torna verde".
Sinonimia
- Prescottia crassicaulis F.Lehm. & Kraenzl.	[1][4][5]